# Эвреси
Эвреси́ (фр. Évrecy) — коммуна во Франции, находится в регионе Нормандия, департамент Кальвадос, округ Кан, центр одноименного кантона. Расположена в 15 км к юго-западу от Кана, в 6 км от автомагистрали А84 "Дорога эстуарий".  
Население (2018) — 2 000 человек. 

## Достопримечательности
- Остатки бенедиктинского монастыря VII века
- Церковь Нотр-Дам XII—XVI веков

## Экономика
Структура занятости населения:
- сельское хозяйство — 3,3 %
- промышленность — 2,6 %
- строительство — 8,1 %
- торговля, транспорт и сфера услуг — 34,2 %
- государственные и муниципальные службы — 51,8 %.

Уровень безработицы (2017) — 6,3 % (Франция в целом —  13,4 %, департамент Кальвадос — 12,5 %). 

Среднегодовой доход на 1 человека, евро (2018) — 23 970 (Франция в целом — 21 730, департамент Кальвадос — 21 490).

## Демография
Динамика численности населения, чел.

## Администрация
Пост мэра Эвреси с 1977 года занимает Анри Жирар (Henri Girard). На муниципальных выборах 2020 года возглавляемый им список был единственным.
| Период | Период | Фамилия     | Партия | Примечания                                       |
| ------ | ------ | ----------- | ------ | ------------------------------------------------ |
| 1959   | 1977   | Пьер Вуазен |        |                                                  |
| 1977   |        | Анри Жирар  |        | профессор, член Генерального совета департамента |

## Города-побратимы
- Гаукёнигсхофен, Германия